# Lavandería

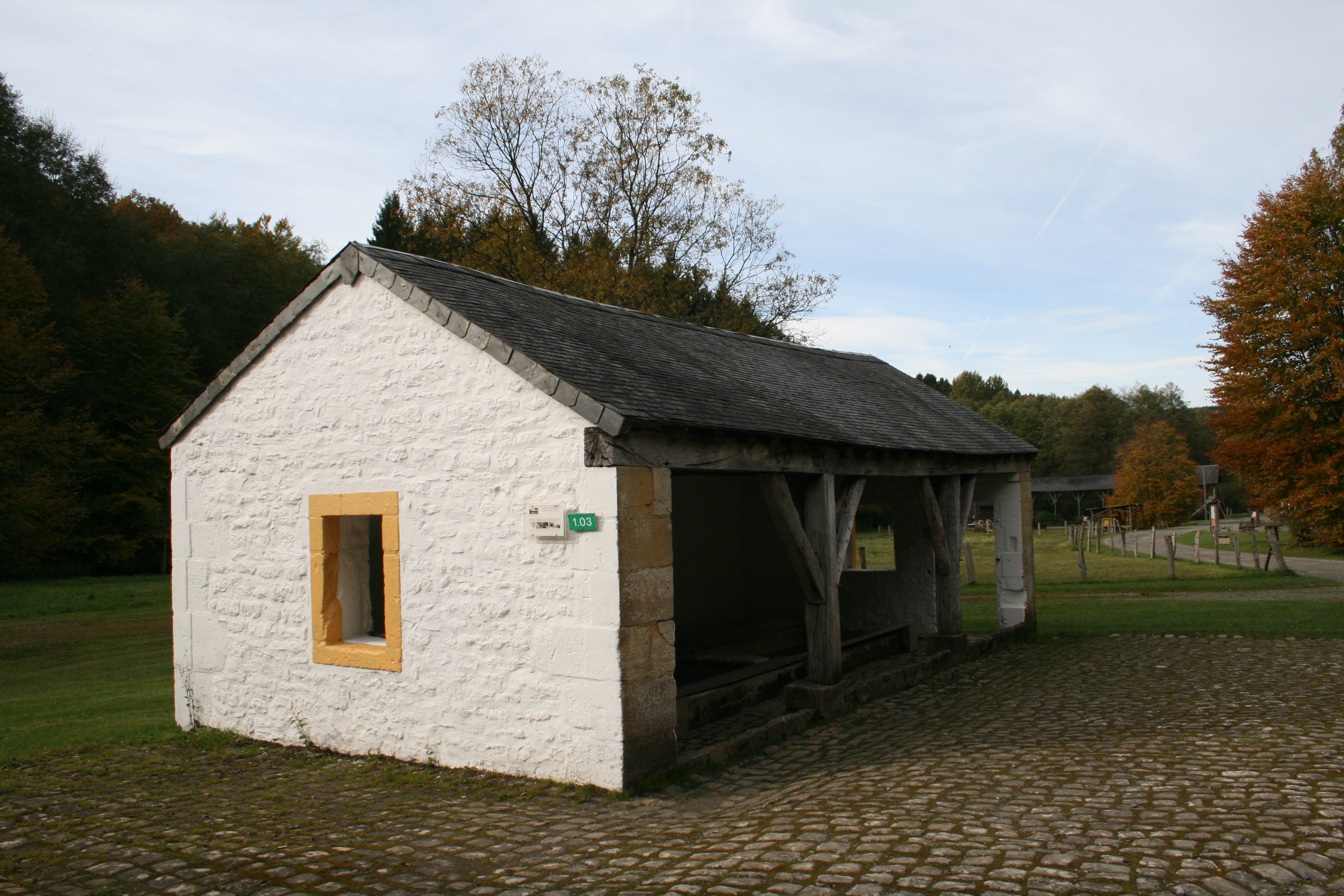
Lavandería colectiva en Gaume.

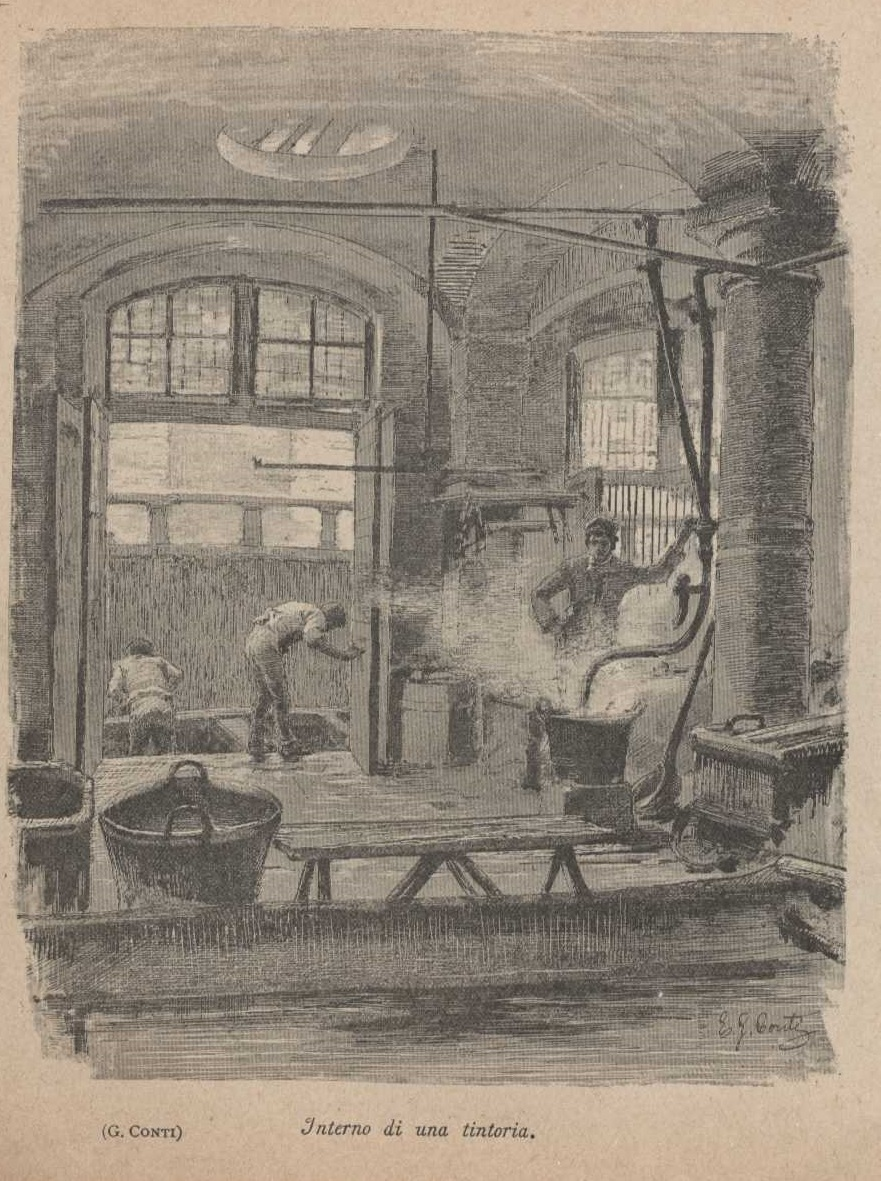
Interior de una lavandería de Milán del.

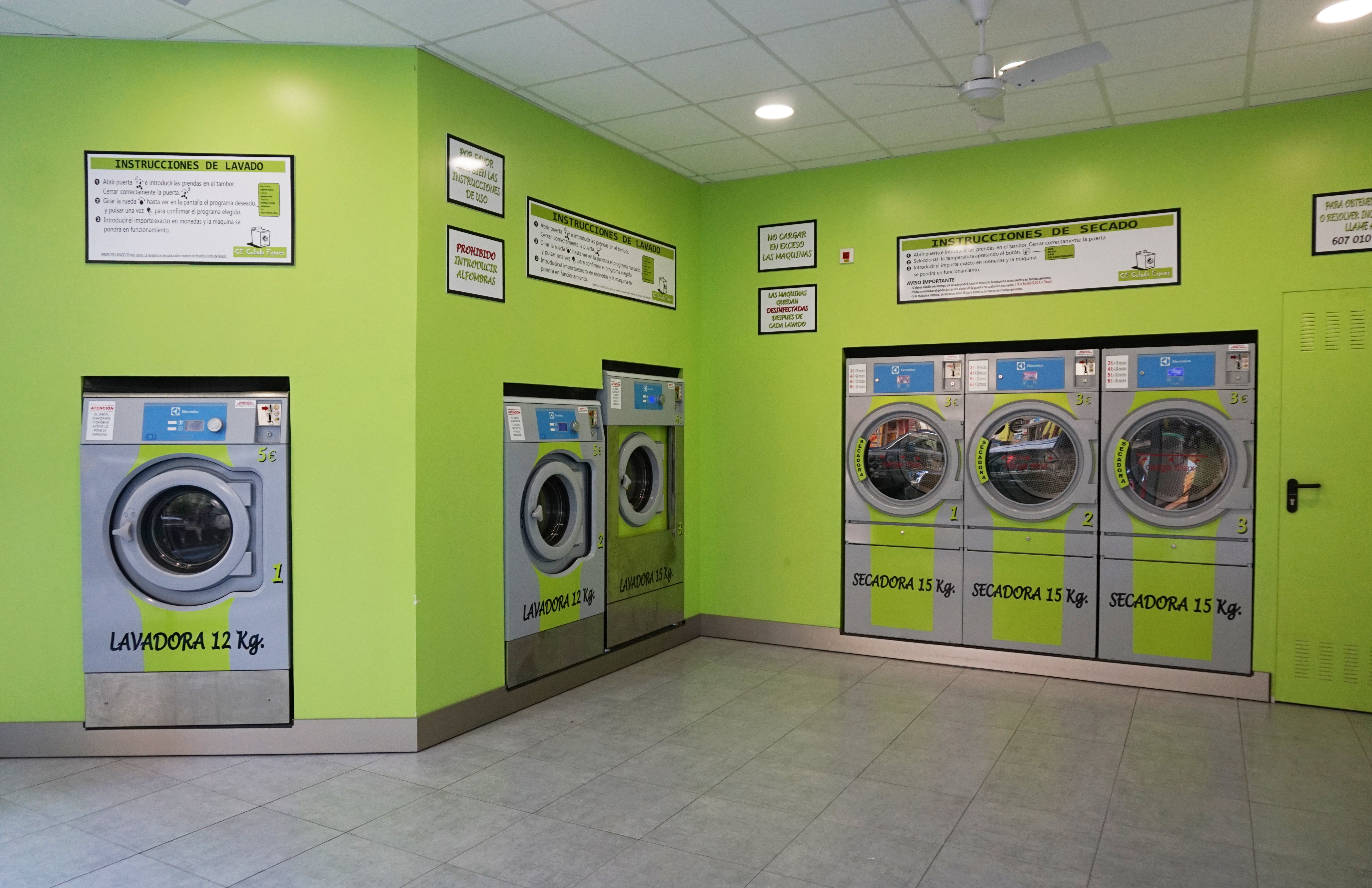
Lavandería autoservicio.

Una lavandería se refiere a un  local, un edificio de unas dimensiones de acuerdo con las necesidades, donde se lava la ropa sucia y la linería.  Otra definición sería: "Sitio de un establecimiento donde se lava y se plancha la ropa"
Los procesos de lavandería se hacen a menudo en el hogar o en cualquier establecimiento que preste ese servicio. El material que se está lavando, o ha sido lavado, se conoce generalmente como colada.
En un hotel es un local o espacio dedicado a lavar la ropa, en conexión con el edificio principal. Un edificio de apartamentos o una residencia de estudiantes pueden tener un servicio de lavandería compartida, o también una empresa independiente que se conoce así mismo como lavandería.
Muy a menudo, fuera de un uso estrictamente profesional o industrial, las lavanderas que tenían ese empleo como único trabajo, vivían por conveniencia en la misma casa o en algún local asociado con el edificio principal.